# Stazione di Palmanova
Stazione di Palmanova vasútállomás Olaszországban, Palmanova településen.

## Vasútvonalak
Az állomást az alábbi vasútvonalak érintik:
- Udine-Cervignano-vasútvonal
- Palmanova-San Giorgio di Nogaro-vasútvonal

## Kapcsolódó állomások
A vasútállomáshoz az alábbi állomások vannak a legközelebb:
- Stazione di Bagnaria Arsa
- Stazione di Sevegliano
- Stazione di Santa Maria la Longa